# アイスリンク仙台
アイスリンク仙台（アイスリンクせんだい）は、宮城県仙台市泉区の三井不動産SPORTS LINK CITY FUN-TE!（ファンテ!）のスポーツ棟にある、年中24時間営業のスケートリンクである（名称変遷あり）。
同市にある仙台城（青葉城）外堀の五色沼（北緯38度15分25.9秒 東経140度51分24.8秒 / 北緯38.257194度 東経140.856889度）は日本フィギュアスケート発祥の地とされるオリンピック2大会連続優勝の男子シングルの羽生結弦と五輪優勝の女子シングルの荒川静香を記念するギャラリーが当リンクに併設されている。
また、2002年ソルトレークシティ五輪4位入賞の本田武史、2006年トリノ五輪で金メダルを獲得した荒川静香も本リンクに通っていた。
五輪2連覇の偉業を達成した羽生結弦が生まれ育った 仙台市 で17歳まで通い練習したリンクである（当リンク2004年閉鎖～2007年再開）（2011年時4ヶ月間営業停止）。また、オリンピック金メダリストを3大会輩出したリンクで当リンク出身者は、2002年ソルトレークシティ五輪4位の本田武史から2018年平昌五輪 金メダル五輪２連覇の羽生結弦まで、5大会連続で入賞者を1人以上輩出している（#沿革参照）。
羽生結弦は、震災後から今、現在も自分の著書2冊の印税の全額をアイスリンク仙台へ多額の寄付をしており、ホームページにて毎年詳細が報告されている。また、当リンクで練習する子供たちの送迎用のバス２台を寄贈している。
2014年4月には羽生結弦祝賀パレードの剰余金を「宮城県スケート連盟」に寄付。アイスリンク仙台で贈呈式が行われた。連盟は寄付金を活用し、アイスリンク仙台で同日開かれた七夕杯フィギュアスケート競技会のメダルを制作したほか、新人発掘講習会やジュニア世代の大会開催費用に充てる方針である。
また2018年4月にも羽生結弦祝賀パレードの剰余金を全額を寄付。剰余金は市長が12月16日、泉区のアイスリンク仙台で行われる「第１回仙台市長杯フィギュアスケート競技会」で、主催する「宮城県スケート連盟」に寄贈した。選手の技術の向上を目指した合宿や遠征の費用、次世代の選手の発掘にむけた講習会の開催費用に役立ててほしいとし、県スケート連盟は来年以降も大会を続け、県内のスケート選手の強化・育成に力を入れていくとした。
当リンクは羽生結弦ファンにとって「聖地」の1つともなっており、世界中の羽生ファンが次々と「巡礼」している。そのため仙台市および関連団体も、同市の主要な観光地の1つとして宣伝している。

## 概要
泉中央地区から泉ヶ岳通り（県道泉塩釜線）を東に行くと、（旧）奥州街道・七北田宿と国道4号仙台バイパスとの間に「三井不動産SPORTS LINK CITY FUN-TE!」があり、そのスポーツ棟に当リンクはある。24時間通年滑走可だが、一般向け営業は開始が10:00から12:00までのいずれかで平日/土日休日や季節により異なるものの、終了は一律18:00である。その他の時間帯は、貸し切り営業になっている。
2009年（平成21年）4月30日に勝山スケーティングクラブ（宮城県仙台市）が閉鎖されてから、2015年（平成27年）9月19日に盛岡市アイスリンク（みちのくコカ・コーラボトリングリンク、岩手県盛岡市）が開業するまで、東北地方で唯一の24時間通年滑走可のスケートリンクだったため、特に夏季には東北各地から練習に訪れる選手たちもいた。
当リンクが開設された仙台泉ショッピングセンター（当時）は、バブル景気期にダイエーが泉市（当時）内に建設し、ダイエー新松戸店（現イオンフードスタイル新松戸店）に続いて2例目となるスケートリンク併設のダイエー店舗として1988年（昭和63年）11月1日に開店した（同市を1988年3月1日に編入した仙台市は1989年4月1日に政令指定都市移行）。
| 五輪                       | 金の数 | 金メダリスト |
| -------------------------- | ------ | ------------ |
| 2002ソルトレークシティ五輪 | 0      | －           |
| 2006トリノ五輪             | 1      | 荒川静香     |
| 2010バンクーバー五輪       | 0      | －           |
| 2014ソチ五輪               | 1      | 羽生結弦     |
| 2018平昌五輪               | 1      | 羽生結弦     |

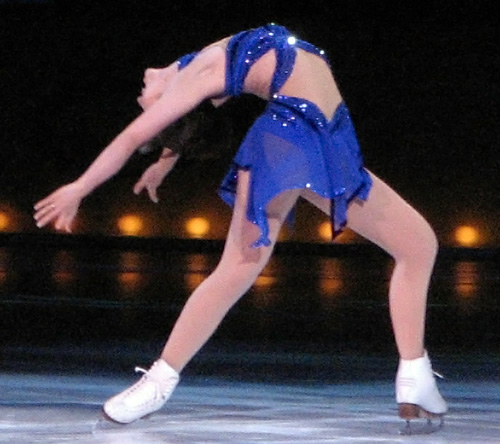
荒川のレイバック・イナバウワー（2006年8月）

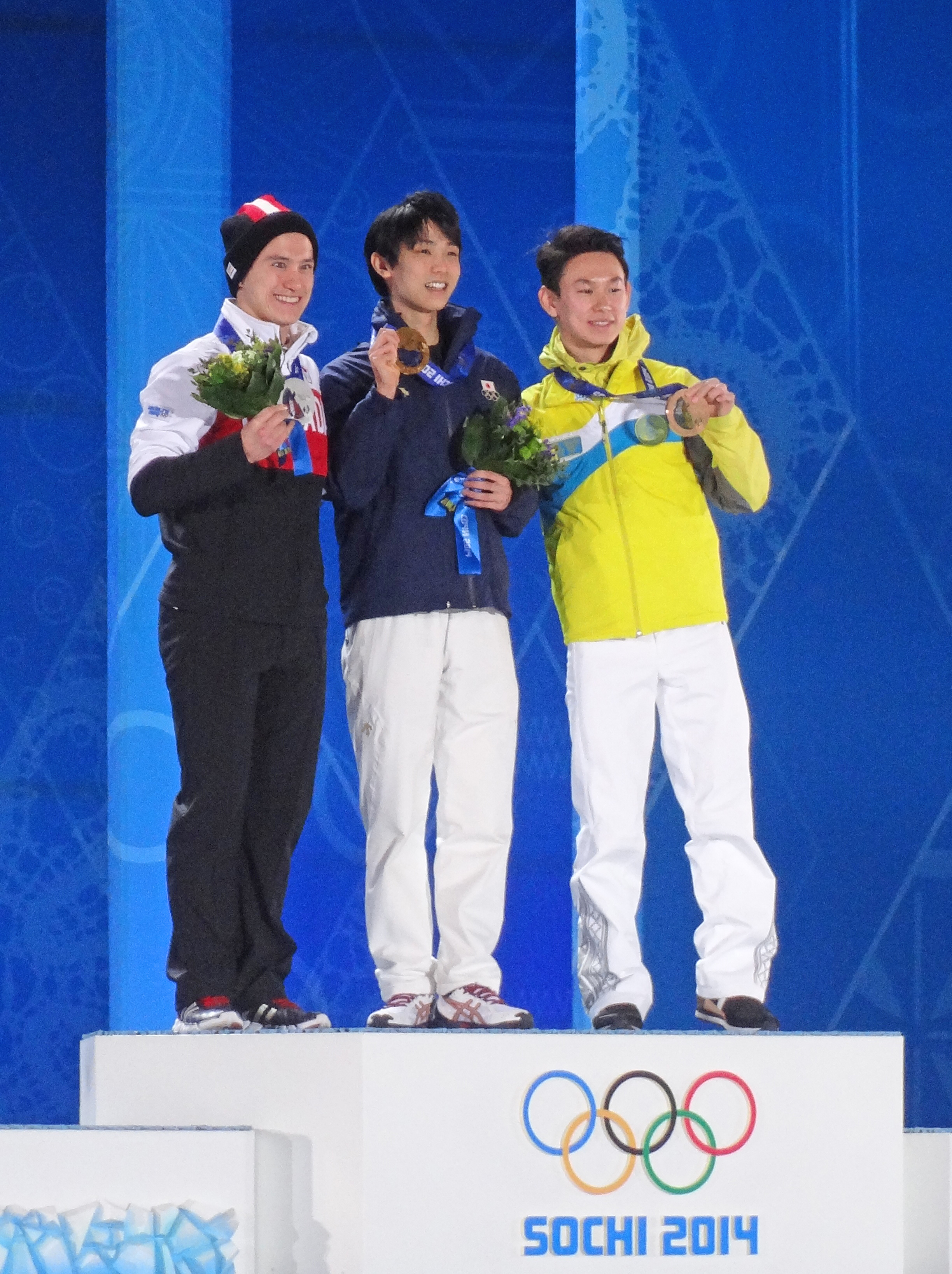
2014年ソチ五輪 (金メダル)
(日本男子シングル初) 羽生結弦

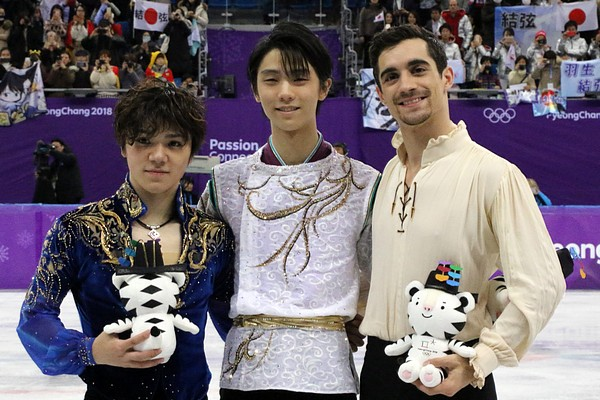
2018年平昌五輪 (金メダル)
(66年ぶり連覇) 羽生結弦

当リンクに新松戸店から転勤してきた長久保裕コーチ、都築章一郎コーチ、阿部奈々美コーチら指導陣が数々の日本代表級のフィギュアスケート･シングル競技選手を育て、本田武史・荒川静香・鈴木明子・羽生結弦等を輩出した。なお、1998長野五輪以降、2018平昌五輪開催前までの20年間、冬季五輪における日本人金メダリストは、2大会連続オリンピック2連覇の羽生結弦とトリノオリンピック金メダルの荒川静香の2名。3大会で金メダリストが輩出された。
当リンクの指導陣は東北以外にも知られ、指導を受けにノービス期の鈴木や髙橋大輔らが遠方から通い、愛知県のスケート環境が悪化した頃には門奈裕子コーチに引率されて幼少期の浅田舞・安藤美姫・浅田真央らも夏合宿等で訪れていた。
これらの実績の一方で、周辺の郊外大型商業施設との競争にさらされた核店舗（スーパーマーケット）や入居する専門店が度々入れ替わってショッピングセンターとしての集客力が変化し、スケートリンク自体も経営者が変わったり経営難で閉鎖されたり東日本大震災で被災したりした。
経営難から閉鎖されていた当リンクが再開した際にマスコットキャラクターが作られ、公募で「アイリン」との名称になった。震災による閉鎖からの再開後は、関連グッズの売上が復興支援に用いられている。
当リンク出身の羽生結弦 は、震災後に出した二冊の本の印税2500万円を寄付した。それでバス2台が購入され、当リンクで練習する子供達の送迎に利用されている。尚今現在も、寄付は継続されている。
2017年（平成29年）12月1日、リンク周辺を約2割拡張してリニューアルされ、羽生結弦や荒川静香のギャラリーの新設、両人の助言を取り入れたラウンジ・観覧席・レッスンスタジオの新設と音響設備の更新などがなされた。また、スポーツ棟内には、フィギュアスケート用品とエッジ研磨の「NICE Figure Skate」、フィットネスクラブ「JOYFIT仙台泉」などもあり、選手の練習環境を支えている。
なお現在、撤退した核店舗のスーパーマーケットに替わり、ホームセンターの「カインズ仙台泉店」が進出し、一般社団法人徳洲会の「医療法人仙台徳洲会病院」（2020年10月開院予定）も進出予定となっている。

## 規格
- メインリンク：56m×26m（国際規格）

## 利用可能種目・営業時間
18:00までの昼間6〜8時間が一般営業、その他の時間帯は貸切営業とし、1日24時間、通年で営業している。
- フィギュアスケート
- ショートトラックスピードスケート
- カーリング
- アイスホッケー

## 沿革
1988年（昭和63年）、ダイエー（東京都）の子会社が運営する「オレンジワン泉」として開場。ダイエー新松戸店（千葉県松戸市）併設の新松戸アイスアリーナから長久保裕がコーチとして転勤してきた。仙台は「日本フィギュアスケート発祥の地」とされ、大正時代には「仙臺出身のスケーターが今日本のフイグアー・スケート界を牛耳つてゐる」ともいわれた。しかし、当リンク開業当時の仙台は、有望選手として及川史弘（リレハンメル五輪フィギュアスケート男子シングル日本代表）がいたものの、フィギュアスケートが盛んな都市とは見られていなかった。
| 開催年 | 出場者     | 出場者         | 出場者 | 種目  | 結果     |
| 開催年 | 氏名       | 生年月日       | 出身   | 種目  | 結果     |
| ------ | ---------- | -------------- | ------ | ----- | -------- |
| 1998年 | 田村岳斗   | 1979年05月28日 | 青森県 | 男子S | 17位     |
| 1998年 | 本田武史   | 1981年03月23日 | 福島県 | 男子S | 15位     |
| 1998年 | 荒川静香   | 1981年12月29日 | 宮城県 | 女子S | 13位     |
| 1998年 | 荒井万里絵 | 1981年12月07日 | 宮城県 | ペア  | 20位     |
| 2002年 | 本田武史   | 1981年03月23日 | 福島県 | 男子S | 04位     |
| 2006年 | 荒川静香   | 1981年12月29日 | 宮城県 | 女子S | 金メダル |
| 2010年 | 鈴木明子   | 1985年03月28日 | 愛知県 | 女子S | 08位     |
| 2014年 | 羽生結弦   | 1994年12月07日 | 宮城県 | 男子S | 金メダル |
| 2014年 | 鈴木明子   | 1985年03月28日 | 愛知県 | 女子S | 08位     |
| 2018年 | 羽生結弦   | 1994年12月07日 | 宮城県 | 男子S | 金メダル |

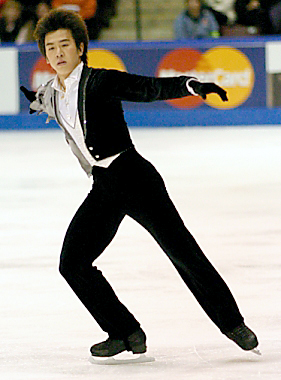
2003年スケートカナダで銅メダルを獲得した本田武史の演技（2003年11月）

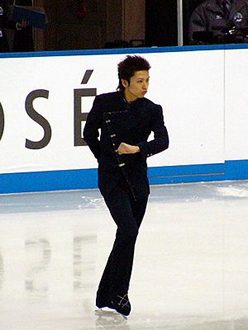
2003年NHK杯で10位の田村岳斗の演技（2003年11月）

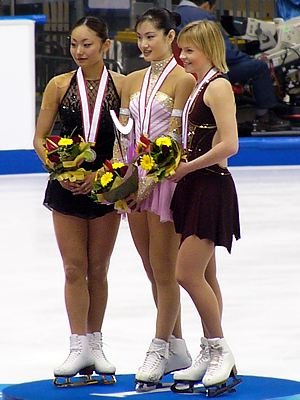
2004年NHK杯で金メダルの荒川静香（2004年11月）

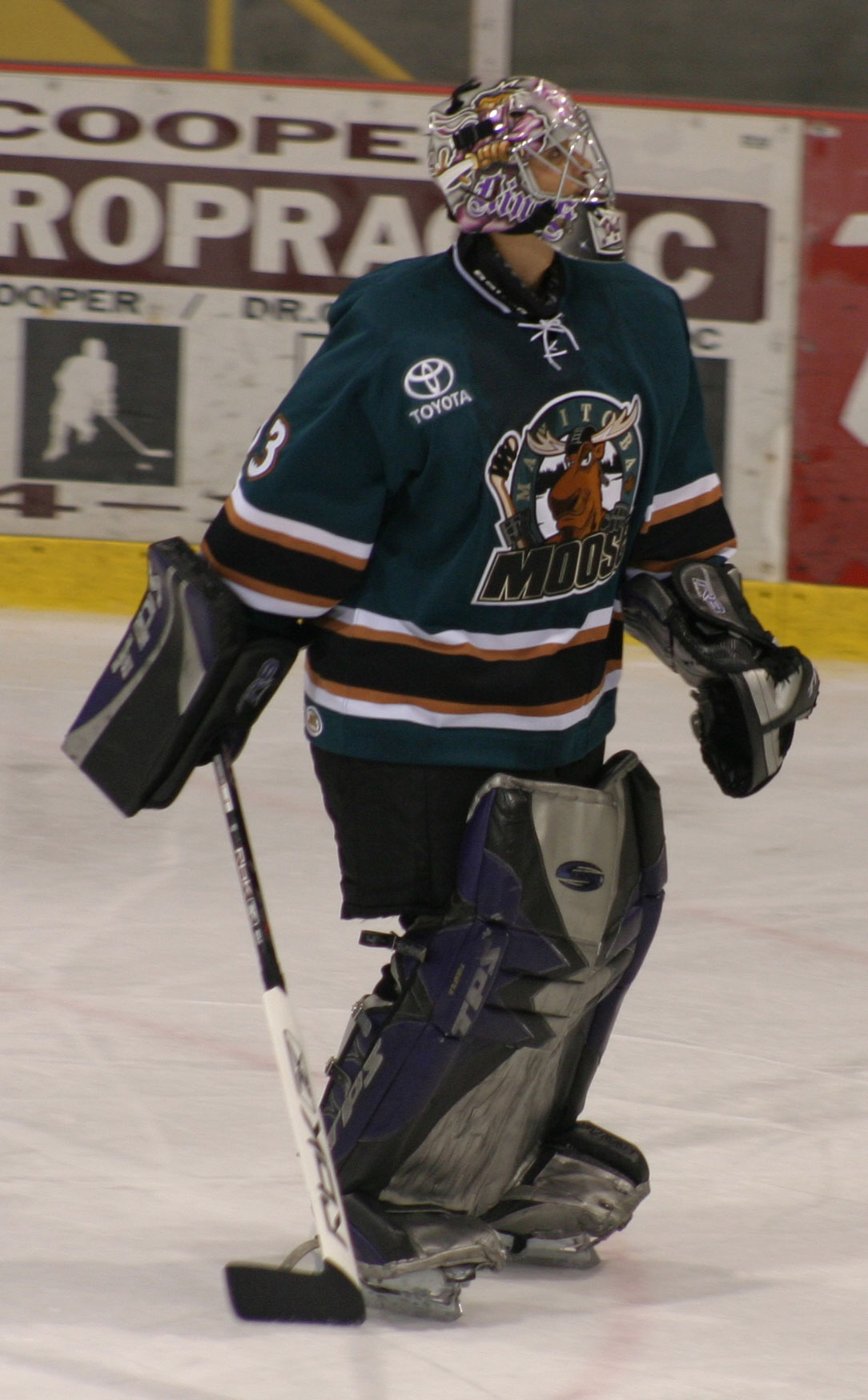
マニトバ・ムース時代の福藤豊（2007年9月28日）

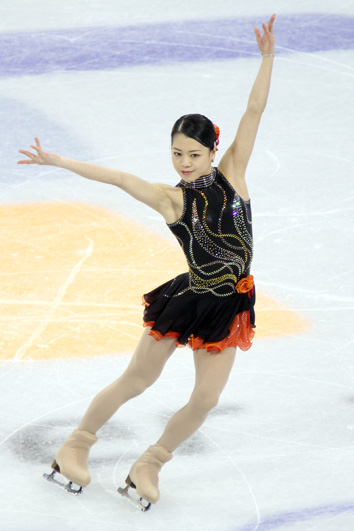
2010年バンクーバー五輪8位入賞の鈴木明子の演技（2010年2月）

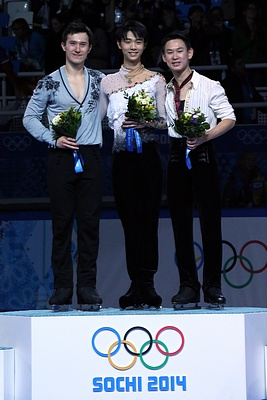
2014年ソチオリンピック
（金メダル）羽生結弦（2014年2月）

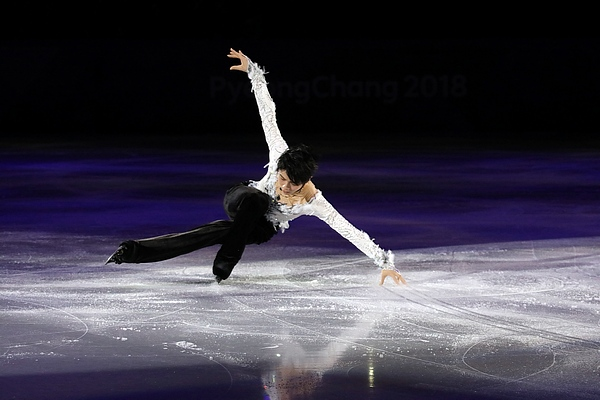
2018年平昌オリンピック
大トリを飾ったエキシビション
羽生結弦 (2018年2月)

長久保コーチは、貸切料金を自ら負担してまで熱心に選手を指導し、少しずつ成果を出し始めた。すると、長久保コーチに指導を受けようと東北地方各地などから選手が集まってきた。
かつて小松島スケートセンター（仙台市）を開設・運営し、長年に渡って宮城県の高校スケート競技において中心的存在であった東北高校が、高校年代では選手の受け入れ先となった。するとアイスホッケー分野でも、後に日本人初のNHLプレイヤーとなった北海道出身の福藤豊（本田武史と同級生）も当リンクに移籍した。
1998年（平成10年）の長野五輪フィギュアスケート競技では日本代表7人中4人が当リンクをホームリンクとし、かつ、4人全員が東北高校に通う高校生選手だったため、マスメディアで話題になった。すると、仙台ではフィギュアスケートブームが起こり、当時仙台在住だった佐野稔が開催した子供スケート教室に通い始めた姉を追って、羽生結弦も当リンクで4歳からスケートを始めた（1999年には佐野コーチの指導を受けるため、中学2年の髙橋大輔が当リンクに通っていた）。
2000年代に入ると親会社のダイエーが経営不振に陥り、様々な再建策が実施された。ダイエーの子会社が運営する「泉DOSCアイスアリーナ」に改称されていた当リンクも再建策の中に含められ、2002年（平成14年）にコナミスポーツ（東京都）に譲渡されて「コナミスポーツクラブ泉・スケートリンク」となった。同年1月に閉鎖された新松戸アイスアリーナから都築章一郎コーチが仙台に移ってきたため指導者は充実し、羽生結弦 は小学2年から5年まで 都築コーチ の指導を受け基礎を学んだ。
2003年（平成15年）には、小学6年（1996年）から夏休みを中心に当リンクに通っていた鈴木明子が愛知県から東北福祉大学に進学してきたが、2004年（平成16年）12月25日に当リンクは閉鎖されてしまった。閉鎖後の仙台都市圏にはスケートリンクが通年滑走可の勝山スケーティングクラブ（仙台市青葉区）、および、冬季営業のウェルサンピアみやぎ泉（黒川郡大和町）の2つになり、長久保コーチとその教え子たちは当初は当リンクに近い後者に活動拠点を移したが、2005年（平成17年）5月からは教え子たちは前者に移り、長久保コーチは埼玉県川越市のリンクに転出した。都築章一郎コーチが横浜に拠点を移した為、羽生結弦は、平日は仙台、週末は新幹線で横浜まで通い、都築コーチの指導を受けた。
2006年（平成18年）、長久保コーチが春から名古屋に転勤することが決まると、鈴木に加え、中村愛音や本郷理華らジュニア世代以下の有望選手数人も名古屋に移住を決めた。この状況は地元マスメディアでも報道されていたが、2月23日にトリノ五輪フィギュアスケート女子シングルで荒川静香が金メダルを獲得すると、記者会見で仙台のアイススケートの指導環境や練習環境の悪化を懸念していると発言し、全国的に知られた。しかし、有望選手らの流出を抑えることは出来ず、4月には名古屋に去っていった。
村井嘉浩宮城県知事は、新たに当リンクの運営を担ってくれる企業探しを県教育庁スポーツ振興専門課の職員に命じ、企業回りの結果、2007年（平成19年）1月になって加藤商会（東京都）が手を挙げた。このとき県と市の補助金支出も決まり、同年3月より「アイスリンク仙台」として営業再開した。当リンクは再開したが、2009年（平成21年）になると4月30日に勝山スケーティングクラブが閉鎖され、公的年金流用問題のあおりを受けたウェルサンピアみやぎ泉は民間に売却され10月3日よりベルサンピアみやぎ泉になるなど、仙台の選手育成環境は悪化していった。そのような中でも当リンクの専属スタッフとなった阿部奈々美や荒井万里絵の両コーチらの指導により、羽生結弦などが育った。
2011年（平成23年）3月11日の東北地方太平洋沖地震（東日本大震災）で当リンクは被災し、営業を休止した。大規模停電も発生し、電気で製氷するリンクの氷は融解が進んだ。停電が解消されても東北電力管内の当地では、津波被害を受けた複数の発電所の復旧に時間がかかり、電力危機に陥った。そのため節電が呼びかけられ、製氷に多くの電力が必要なアイススケート場は営業再開に二の足を踏むことになる。このような中で4月7日、宮城県沖を震源とする余震（最大震度6強）が発生。節電協力により氷を張っていなかった当リンクでは、露出していた冷却管を落下物が直撃して各所で潰れてしまい、営業再開の目途が立たなくなってしまった。
当リンクで練習中に震災に遭遇し、避難生活もした羽生結弦は、各地で開催される復興支援チャリティーアイスショーに多数出演しながら、各地のリンクで練習を続けた。当リンクは様々な復興支援を受けて、7月24日に営業再開に漕ぎ着けた。自身の著書の印税全額を当リンクに寄付してきた羽生結弦は2014年（平成26年）2月14日、ソチ五輪フィギュアスケート男子シングルで金メダルを獲得した。帰国後の会見で羽生は、報奨金を被災地支援やリンクに寄付すると話し、4月26日に仙台市都心部の東二番丁通りで実施された凱旋パレードの出発式において、報奨金600万円を県と市に寄付した。さらに羽生は、震災後に出した二冊の本の印税2500万円を当リンクに寄付し、それで購入されたバス2台が当リンクで練習する子供達の送迎に利用されている。

## 年表
- 1979年（昭和54年）4月6日 - 泉市高玉地区の土地区画整理事業が認可（面積：21.0ha、総事業費：約10.4億円）[29]。
- 1982年（昭和57年）1月29日 - 泉市高玉地区にて換地処分実施[29]。
- 1987年（昭和62年）
  - 7月15日、仙台市地下鉄南北線が開通。当地まで徒歩16分の場所に八乙女駅が開業。
  - 11月1日、宮城町が仙台市に編入合併された。
- 1988年（昭和63年）
  - 3月1日、泉市と秋保町が仙台市に編入合併された。
  - 11月1日、高玉地区に仙台泉ショッピングセンター（仙台泉SC）が開業し、核店舗のダイエー泉店が開店。ダイエー（東京都）の子会社「ダイエーレジャーランド」 (Daiei Leisure Land; DLL) が運営するスケートリンク「オレンジワン泉」が開場。長久保裕が副支配人兼コーチに着任した。
- 1989年（平成元年）4月1日、仙台市が政令指定都市に移行。
- 1991年（平成4年）7月15日、地下鉄南北線が延伸し、当地まで徒歩17分の場所に泉中央駅が開業。
- 1998年（平成10年）
  - 2月8日〜2月20日、長野五輪フィギュアスケート種目に、当リンク出身の田村岳斗、本田武史、荒川静香、荒井万里絵の4選手が日本代表として出場。
  - 羽生結弦 が4歳からスケートを始め、山田真実コーチの指導を受ける[30]。
  - ダイエーの子会社の再編により、当リンクの運営が「ダイエーオリンピックスポーツクラブ」 (Daiei Olympic Sports Club; DOSC) に譲渡され[31]、「泉DOSCアイスアリーナ」に改称された。
- 2002年（平成14年）
  - 2月12日、ダイエーの経営再建策により、DOSCの株式をコナミスポーツ（東京都）に売却する契約が締結された[32][33]。
  - 2月14日、当リンク出身の本田武史が、ソルトレークシティ五輪フィギュアスケート男子シングルで4位入賞。
  - 2月27日、DOSCの株式がコナミスポーツに譲渡され[32]、同社の子会社「コナミオリンピックスポーツクラブ」になった。
  - 10月 - コナミオリンピックスポーツクラブをコナミスポーツが吸収合併した[34]。これにより、当リンクは「コナミスポーツクラブ泉・スケートリンク」に改称された。
  - 羽生結弦、小学校2年生都築コーチ の指導を受け基礎を学んだ[35]。
- 2004年（平成16年）12月25日、当リンクが閉鎖。
- 2005年（平成17年）
  - 羽生結弦、小学5年生奈々美コーチの指導を受ける[36]。
  - 9月30日、仙台泉SCの核店舗であるダイエー泉店が閉店。
- 2006年（平成18年）
  - 2月23日、当リンク出身の荒川静香が、トリノ五輪フィギュアスケート女子シングルで金メダルを獲得。
  - 2月25日、記者会見で荒川が、仙台のアイススケート練習環境の悪化を懸念している旨を語った[37]。
  - 3月27日、仙台市都心部の東二番丁通りで荒川の凱旋パレードが実施され、7万3000人の観衆が集まった。当リンクで荒川の後輩にあたる本郷理華（当時9歳）もパレードのオープンカーに同乗した。パレード終点の勾当台公園市民広場では記念式典が挙行され、宮城県より「県民栄誉賞[38]」。
  - 4月5日、愛知県名古屋市のスケートリンクに転勤する長久保コーチを追って、中村愛音や本郷理華らジュニア世代の有望選手数人が名古屋に移住した。鈴木明子も東北福祉大学に籍を置いたまま、名古屋のリンクに移籍して長久保にコーチを受けた[26]。
  - 6月28日、仙台泉SCの核店舗として西友仙台泉店が開店[39]（西友棟[40]）。
- 2007年（平成19年）
  - 1月16日、仙台のアイススケート環境改善のため、『加藤商会』（東京都）が閉鎖されている当リンクの運営者として手を挙げ、再開が決まった。再開のために必要な改修費１億6000万円のうち、1億円を県と市が半分ずつ補助することも同時に決定した。
  - 3月22日、当リンクが、加藤商会が運営する「アイスリンク仙台」として営業再開。
  - 5月、当リンクのマスコットキャラクターの名称が、公募の結果「アイリン」に決定。
  - 8月4日、当リンクにて「 七夕杯フィギュア・スケート競技会」が初開催された。
- 2010年（平成22年）
  - 2月27日、当リンク出身の鈴木明子が、バンクーバー五輪フィギュアスケート女子シングルで8位入賞。
  - 3月7日-3月14日 羽生結弦 奈々美コーチに指導のもと、世界ジュニア選手権優勝[41]
- 2011年（平成23年）
  - 3月11日、東北地方太平洋沖地震（東日本大震災）で被災し、営業休止。
  - 4月7日、宮城県沖を震源とする余震（最大震度6強）が発生。節電によりリンクに氷を張っていなかったため、落下物が冷却管（ブライン管）を各所で破損する被害が発生し、再開の目途が立たなくなる[42]。
  - 7月24日、当リンクが営業再開。
- 2012年（平成24年）
  - 3月11日、日本テレビ系列『「復興テレビ」みんなのチカラ 3.11』にて当リンクより「アイスリンク仙台復興演技会」が生中継され、羽生結弦、荒川静香、本田武史、アイスリンク仙台の子供達らが演技を行った。
  - 3月26日-4月1日羽生結弦初出場の世界選手権で奈々美コーチと共に銅メダル獲得[43]
  - 4月10日、羽生結弦の著書『蒼い炎』発売[44]。同書における羽生の印税は全額、当リンクに寄付[44]。
  - 11月14日、利府町のセキスイハイムスーパーアリーナで2012年NHK杯国際フィギュアスケート競技大会（11月23日〜11月25日）が開催されるのに先立って、「NHK東日本大震災プロジェクト」のテーマソング『花は咲く』のフィギュアスケートバージョンの撮影が当リンクで行われ、NHK仙台少年少女合唱隊の歌唱に合わせて荒川静香と宮城県のジュニアスケーターが演技した[45]。
- 2013年（平成25年）6月1日、浅田舞・浅田真央姉妹による復興支援チャリティースケート教室が、宮城県石巻市や福島県いわき市の小学生約70人を招待して開催された[46]。
- 2014年（平成26年）
  - 2月14日、当リンク出身の 羽生結弦 が、ソチ五輪フィギュアスケート男子シングルで金メダルを獲得[47][48][49]。
  - 2月20日、当リンク出身の鈴木明子が、ソチ五輪フィギュアスケート女子シングルで8位入賞。
  - 4月26日、仙台市都心部の東二番丁通りで 羽生結弦 の凱旋パレードが実施され、9万2000人の観衆が集まった[50][51][52]。パレードに先立って始点の仙台ファーストタワー前では出発式が挙行され、宮城県より「県民栄誉賞」他各種賞が授与された羽生は、被災地への思いを述べ[53][54]、また、通年営業のスケート場が東北地方に1ヶ所しかない現状の改善を訴えた。※オリンピック報奨金600万円を復興支援に役立てて欲しいと宮城県と仙台市に300万円ずつ寄付している[55][56]。※宮城県より ｢県民栄誉賞｣ 宮城県議会 より「議長特別表彰」 仙台市 より ｢賛辞の楯｣ が授与された[57][58]。※凱旋パレードの剰余金を全額「宮城県スケート連盟」に寄付している[59]
  - 6月11日、『花は咲く〜羽生結弦Ver.〜』の撮影が当リンクで行われた[60][61]。
- 2015年（平成27年）3月8日、NHK仙台放送局主催「NHKスポーツパーク 浅田真央のフィギュアスケートパーク」開催[62]。NHK総合「震災から4年 特集 明日へ ―支えあおう―」にて全国生中継[62]。

- 2016年（平成28年）

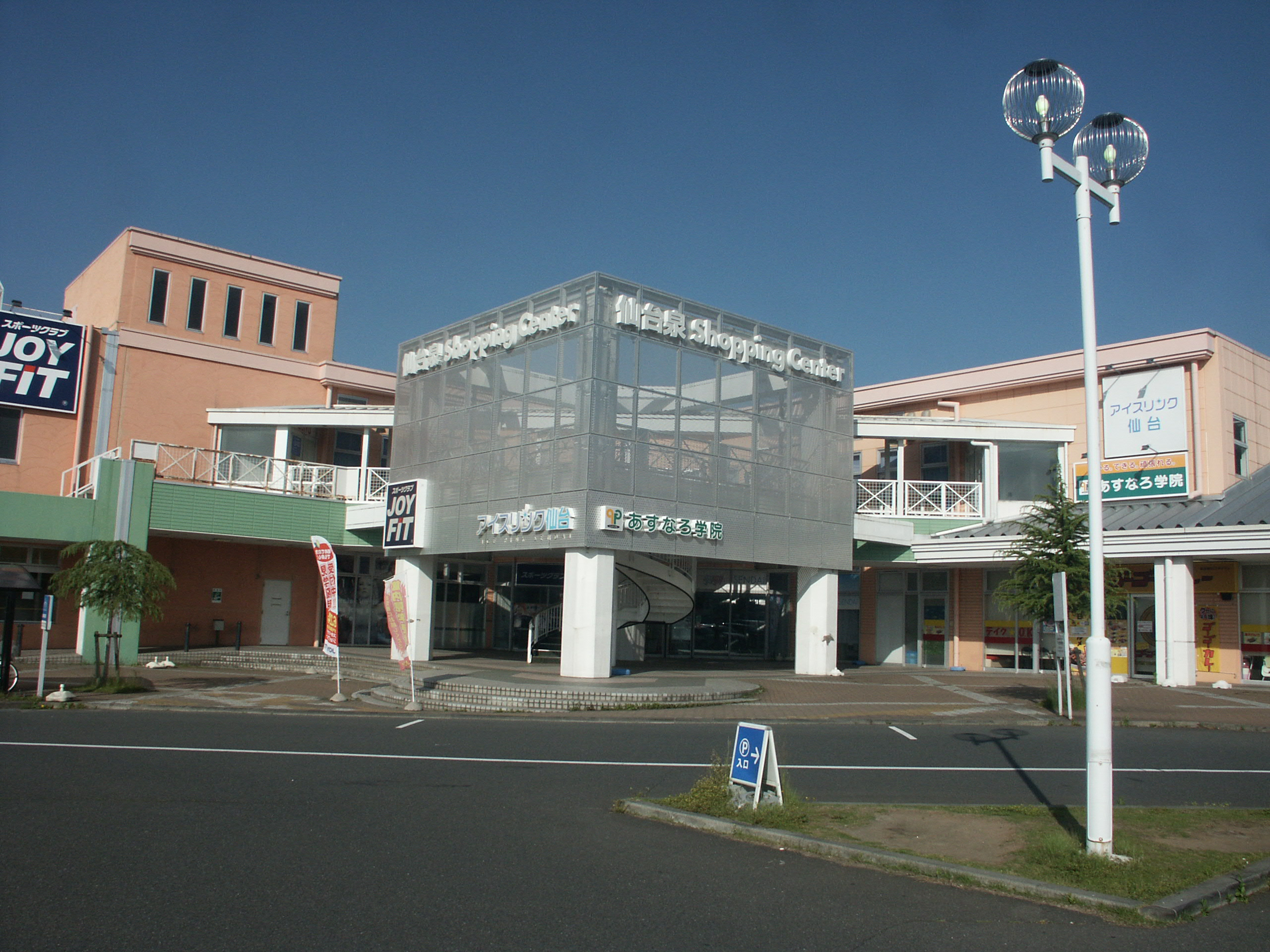
2017年のリニューアル前のスポーツ棟の外観（2016年5月撮影）

  - 7月2日 羽生結弦の著書『蒼い炎 Ⅱ』(飛翔編) 発売[63]。同書における 羽生結弦 の印税は、全額当リンクへ寄付[64]。
  - 9月19日、核店舗の西友仙台泉店が閉店[65][66]。
- 2017年（平成29年）
  - 3月、「仙台泉ショッピングセンター」のスポーツ棟以外の解体開始。
  - 6月、スポーツ棟のリニューアル工事開始。
  - 6月14日、「仙台泉ショッピングセンター」を「三井不動産SPORTS LINK CITY FUN-TE!」（みついふどうさんスポーツ・リンク・シティ・ファンテ!）に改称することが発表された。
  - 12月1日、「三井不動産SPORTS LINK CITY FUN-TE!」のスポーツ棟がリニューアルオープンし、本田や荒川らがセレモニーに出席した[67]。このリニューアルによりアイスリンク仙台にはラウンジやステップシート等が新設され、内装および荒川や羽生らのギャラリー等が新装された。
- 2018年（平成30年）
  - 2月17日、当リンク出身の 羽生結弦 が、平昌五輪フィギュアスケート男子シングルで金メダルを獲得  66年ぶり五輪２連覇 達成。[68][69][70]。
  - 4月22日、FUN-TE!に「MIFA Football Park仙台」および「WILD BEACH 仙台」が開業した[71]。
  - 4月26日、仙台市都心部の東二番丁通りで 羽生結弦 の 凱旋パレードが 実施され[72] 10万8000人 の観衆が集まった[73][74]。出発式で、２度目の ｢県民栄誉賞｣ を授与され 他各種賞を受賞した[75]。※宮城県より、｢県民栄誉賞｣ (２度目の受賞)、宮城県議会 より、｢議長特別表彰｣ (２度目の受賞)、仙台市より、｢賛辞の楯」(２度目の受賞)、仙台市議会 より 「仙台市議会議長特別表彰｣ を受賞している。※オリンピックの報奨金の1000万円を復興支援にと 宮城県 と 仙台市 に 寄付 している[76]。※凱旋パレードは経済効果が18.5億円[77]となり剰余金の全額を「宮城県スケート連盟」に寄付している[78]。※7月2日、羽生結弦は、｢国民栄誉賞｣を最年少で受賞し、復興庁より｢特別感謝状」を授与されている[79]。
  - 4月27日、羽生結弦がオリンピック連覇を達成するまでの４年間を振り返る写真展「勇気と感動をありがとう～４年間のキセキ～」が27日、仙台市のアイスリンク仙台で開催され、仙台市出身の能登直（すなお）さんの作品70点が6月30日まで展示され、入場は無料で開催された[80]。
  - 4月30日、「河北新報アイスフェスティバルin仙台」が初開催された[81]。
  - 7月20日、カインズ仙台泉店がグランドオープン[82]（元々の開業予定は6月30日だった[83]）。
  - 8月25日、24時間テレビ41 「人生を変えてくれた人」 - 福島県楢葉町を再訪。被災者を羽生結弦 のホームリンクである (アイスリンク仙台) に招待し「ノッテ・ステラータ」を披露した[84][85]。
  - 5月29日（令和元年）、フィギュアスケート男子で、2018年2月に五輪２連覇を達成した仙台市出身の 羽生結弦 選手のライバルで、2019年1月に現役引退したハビエル・フェルナンデスさん（スペイン）が29日、泉区のアイスリンク仙台で小学生にスケートを指導した[86]。

## 恒例の大会
- 七夕杯フィギュア・スケート競技会
  - 開催時期は8月初旬、かつ、仙台七夕まつり(8月6日・7日・8日)の前の時期。※2011年(平成23年のみ)、東日本大震災の影響で開催していない。
- 仙台市長杯フィギュアスケート競技会
  - 初開催 2018年12月16日 - 目指せ未来の羽生結弦 「仙台市長杯」[6]。
- 弘進ゴム「マッキンリーカップ仙台大会」
  - 東北各県および関東地区からチームが参加する長靴ホッケーの大会[87]。

## アクセス
- 仙台市地下鉄南北線・泉中央駅より
  - 宮城交通バスに乗り、高玉公園バス停下車。
  - 徒歩17分 (1.3km)
- 仙台市地下鉄南北線・八乙女駅より徒歩16分 (1.2km)
- 東北自動車道・泉ICより
  - 将監トンネル経由で約3.5km
  - 国道4号仙台バイパス経由で約4km
- 東北自動車道・泉PAスマートICより約4km。
- 駐車場あり

## 宮城県のスケート環境

### 現状
宮城県内の屋内アイススケート場は現在、冬季営業のベルサンピアみやぎ泉（大和町、60m×30m）とプレナミヤギ（石巻市、外周120m）、通年営業のアイスリンク仙台（56m×26m）の3ヶ所ある。
当リンクは狭いため、ショートトラックスピードスケートの練習には不向きであり、リンクが広いベルサンピアを主に使用している。県内のアイスホッケーリーグは「宮城県アイスホッケーリーグ」（宮城県アイスホッケー連盟主催）および「宮城県アイスホッケーエキサイティングリーグ」（MIEリーグ）の2つがあるが、練習は当リンクでも行うものの、試合はリンクが広く、観客席が152席あるベルサンピアで開催している。県内にはスピードスケート用の400mトラックが無いため、スピードスケートの選手は他県に出向いて練習している。すなわち、フィギュアスケートはリンクが狭い当リンク、フィギュアスケート以外はリンクが広いベルサンピア等のような棲み分けが主に冬季に起きているが、当リンクは東北地方で2つしかない24時間、通年滑走可であるため、冬季以外は各競技で練習時間の奪い合いが発生している。

### 仙台圏
以下は、仙台都市圏にこれまで存在し、かつ、管理されていた主なスケートリンクの一覧である。常設のリンクは、名取市にあった「仙台スポーツセンター」、および、大和町にある「ベルサンピアみやぎ泉」以外全て、現在の仙台市内に所在した。「名称」には、同じ施設が過去につけていた名称も列挙する。営業時期が「冬季」となっているものは、夏季以外の秋季・冬季・春季に営業するものから、冬季のみ営業するものまである。
かつては結氷した湖沼・河川が、管理の有る無しに関わらずアイススケートの遊戯の場として利用されており、宮城県庁の敷地内にあった2つの池等も結氷期に子供がアイススケートを楽しんでいた。また、当地でモータリゼーションが発達する以前の昭和30年代までは、市内各所の凍結した道路上で子供たちがアイススケートをしていた。東京五輪が開催された1964年（昭和39年）10月、仙台市に東北地方で初めて人工氷を用いた屋内スケートリンク（仙台スケートセンター）が開場すると、数年で続々と屋内リンクが開場した。屋内リンクは冬季営業だったため、夏季の集客用にプール等を併設したり、通年で集客できるボウリング場等を併設する例がみられた。1978年（昭和53年）には仙台初の通年営業の屋内リンク（勝山スケーティングクラブ）が開場した。
1931年～1960年および1981年～2010年の各々の30年平均値を比較すると、冬季の各月の日最高気温は1℃未満の上昇に対し、日最低気温は2℃近く上昇し、ヒートアイランド現象が見られる。また、仙台の冬（前年12月～2月）は長期変化傾向では100年で3.0℃上昇している。このため当地では、アイススケートを実施可能な湖沼・河川の結氷は見られなくなり、一時的に開設されるリンクでは、屋外でも人工氷を用いたり、アクリル樹脂を用いたりしている。
なお、五色沼は「日本フィギュアスケート発祥の地」とされる。
| 名称                                             | 種別 （サイズ）        | 管理/運営        | 営業期間                              | 営業時期                  | 位置                                   | 所在地 （当時） |
| ------------------------------------------------ | ---------------------- | ---------------- | ------------------------------------- | ------------------------- | -------------------------------------- | --------------- |
| 五色沼（仙台城の堀）                             | 湖沼・天然氷           | 第二師団         | 1890年頃〜1970年頃                    | 結氷期                    | 北緯38度15分25.9秒 東経140度51分24.8秒 | 仙台市          |
| 五色沼（仙台城の堀）                             | 湖沼・天然氷           | 進駐軍           | 1890年頃〜1970年頃                    | 結氷期                    | 北緯38度15分25.9秒 東経140度51分24.8秒 | 仙台市          |
| 五色沼（仙台城の堀）                             | 湖沼・天然氷           | 仙台市           | 1890年頃〜1970年頃                    | 結氷期                    | 北緯38度15分25.9秒 東経140度51分24.8秒 | 仙台市          |
| 広瀬川                                           | 河川・天然氷           | 仙台市           |                                       | 結氷期                    | 北緯38度15分28秒 東経140度51分35.4秒   | 仙台市          |
| 広瀬川                                           | 河川・天然氷           | 仙台市           | 北緯38度14分23.3秒 東経140度53分8.9秒 | 結氷期                    |                                        | 仙台市          |
| 海老沼（小松島沼）                               | 湖沼・天然氷           |                  |                                       | 結氷期                    | 北緯38度17分5.4秒 東経140度53分15.5秒  | 仙台市          |
| 与兵衛沼（与平沼）                               | 湖沼・天然氷           | 南光学園         |                                       | 結氷期                    | 北緯38度16分53.7秒 東経140度54分7.7秒  | 宮城郡原町      |
| 大窪沼                                           | 湖沼・天然氷           |                  |                                       | 結氷期                    | 北緯38度14分37秒 東経140度52分38.2秒   | 名取郡長町      |
| 斎勝沼                                           | 湖沼・天然氷           |                  |                                       | 結氷期                    | 北緯38度15分27.3秒 東経140度44分26.6秒 | 宮城郡宮城町    |
| 赤生木地区の沼                                   | 湖沼・天然氷           |                  |                                       | 結氷期                    |                                        | 宮城郡宮城町    |
| 旗立遊園地スケート場                             | 湖沼・天然氷           | 秋保電気鉄道     | 1926年〜1932年                        | 結氷期                    | 北緯38度13分37.3秒 東経140度49分10.6秒 | 名取郡西多賀村  |
| 尚志会二高スケート部 専用リンク（土橋リンク）    | 野外・天然氷 (60m×30m) | （旧制）第二高校 | 1931年度〜（廃止年不明）              | 冬季                      | 北緯38度16分8秒 東経140度51分18.6秒    | 仙台市          |
| 湯元スケート場                                   |                        | （民間企業）     | 1961年〜（廃止年不明）                |                           | 北緯38度13分43.9秒 東経140度42分56.9秒 | 名取郡秋保村    |
| 小松島スケートセンター                           | 野外・天然氷           | 南光学園         | 1964年10月〜1974年3月                 | 冬季                      | 北緯38度17分11.4秒 東経140度53分14.6秒 | 仙台市          |
| 仙台スケートセンター                             | 屋内・製氷             | （民間企業）     | 1964年10月〜1995年10月                | 冬季                      | 北緯38度16分6.6秒 東経140度50分9秒     | 仙台市          |
| 八幡スケートセンター                             | 屋内・製氷             | （民間企業）     | 1964年10月〜1995年10月                | 冬季                      | 北緯38度16分6.6秒 東経140度50分9秒     | 仙台市          |
| ●荒巻娯楽センター                                | 屋内・製氷 (57m×26m)   | 東北水交設備     | 1965年〜                              | 冬季                      | 北緯38度17分50.3秒 東経140度51分33.5秒 | 仙台市          |
| 荒巻スケートセンター                             | 屋内・製氷 (57m×26m)   | 仙台市           | 1974年12月29日〜1984年3月31日         | 冬季                      | 北緯38度17分50.3秒 東経140度51分33.5秒 | 仙台市          |
| 水の森スケートセンター                           | 屋内・製氷 (57m×26m)   | 仙台市           | 1974年12月29日〜1984年3月31日         | 冬季                      | 北緯38度17分50.3秒 東経140度51分33.5秒 | 仙台市          |
| ●アイスパレス                                    | 屋内・製氷             | 有楽会館         | 1965年12月20日〜1973年11月            |                           | 北緯38度15分41.2秒 東経140度52分15.9秒 | 仙台市          |
| ●東北スケートセンター                            | 屋内・製氷             | 青葉商工         | 1965年〜1969年                        | 冬季                      | 北緯38度15分41.9秒 東経140度53分13秒   | 仙台市          |
| 仙台スポーツセンター                             | 屋内・製氷             | 今井乳業         | 1965年頃〜（廃止年不明）              | 冬季                      | 北緯38度10分44.4秒 東経140度53分13.6秒 | 名取市          |
| 宮城厚生年金スポーツセンター                     | 屋内・製氷 (60m×30m)   | 社会保険庁       | 1976年12月〜                          | 冬季                      | 北緯38度21分47.4秒 東経140度51分48.4秒 | 黒川郡大和町    |
| ウェルサンピアみやぎ泉                           | 屋内・製氷 (60m×30m)   | 社会保険庁       | 1976年12月〜                          | 冬季                      | 北緯38度21分47.4秒 東経140度51分48.4秒 | 黒川郡大和町    |
| ベルサンピアみやぎ泉                             | 屋内・製氷 (60m×30m)   | バイタルネット   | 1976年12月〜                          | 冬季                      | 北緯38度21分47.4秒 東経140度51分48.4秒 | 黒川郡大和町    |
| ●勝山スケーティングクラブ                        | 屋内・製氷 (56m×26m)   | 勝山企業         | 1978年12月9日〜2009年4月30日          | 通年                      | 北緯38度16分28.3秒 東経140度52分21.6秒 | 仙台市          |
| ●エンドーチェーン仙台駅前店・ 屋上スケートリンク | 野外・アクリル         | エンドーチェーン | 1982年11月〜（廃止年不明）            | 冬季                      | 北緯38度15分30.9秒 東経140度52分46.8秒 | 仙台市          |
| オレンジワン泉                                   | 屋内・製氷 (56m×26m)   | DLL              | 1988年11月1日〜2004年12月25日         | 通年                      | 北緯38度19分1.9秒 東経140度53分31.8秒  | 仙台市          |
| 泉DOSCアイスアリーナ                             | 屋内・製氷 (56m×26m)   | DOSC             | 1988年11月1日〜2004年12月25日         | 通年                      | 北緯38度19分1.9秒 東経140度53分31.8秒  | 仙台市          |
| コナミスポーツクラブ泉・ スケートリンク          | 屋内・製氷 (56m×26m)   | コナミスポーツ   | 1988年11月1日〜2004年12月25日         | 通年                      | 北緯38度19分1.9秒 東経140度53分31.8秒  | 仙台市          |
| アイスリンク仙台                                 | 屋内・製氷 (56m×26m)   | 加藤商会         | 2007年3月22日〜                       | 通年                      | 北緯38度19分1.9秒 東経140度53分31.8秒  | 仙台市          |
| SENDAI WINTER PARK Starlight Rink                | 野外・製氷 (26m×17m)   | 仙台放送         | 2008年12月〜                          | SENDAI光の ページェント中 | 北緯38度16分1.2秒 東経140度52分12.7秒  | 仙台市          |
| Starlight kids square                            | テント内・製氷         | （民間企業）     | 2012年12月7日〜12月25日               | SENDAI光の ページェント中 | 北緯38度15分50.2秒 東経140度51分46秒   | 仙台市          |
| 国営みちのく杜の湖畔公園 ミニスケートリンク      | 野外・アクリル (8m×8m) | 公園財団         | 2014年1月25日〜2月23日                | わらすこ雪まつり中        | 北緯38度10分50.7秒 東経140度40分12.6秒 | 柴田郡川崎町    |

このほか、ISUグランプリシリーズのNHK杯が、2007年（平成19年）に仙台市体育館（仙台市）、2012年（平成24年）にセキスイハイムスーパーアリーナ（利府町）で開催されている。また、ゼビオアリーナ仙台（仙台市）はアイスホッケーの試合開催を想定して建設されており、2014年（平成26年）には羽生結弦の金メダル凱旋アイスショーが開催された。